# Max Steel (série de 2000)
Max Steel é uma série de animação computadorizada (CGI) de ação e ficção científica que foi ao ar a partir de 25 de fevereiro de 2000 a 15 de janeiro de 2002 com base nas figuras de ação da Mattel homônima. Max Steel correu por três temporadas num total de 35 episódios e direcionado para o público jovem do sexo masculino entre as idades de 8-12. Depois que a série terminou em 2002, vários filmes de animação com o mesmo personagem passaram a serem feitos anualmente seguindo o mesmo exemplo da série. No começo a série era produzida pela Netter Digital e Foundation Imaging, mas após o término da segunda temporada a Mainframe Entertainment (que posteriormente modou seu nome para Rainmaker Entertainment) assumiu a produção da terceira temporada e os filmes.
Esta foi marcada como a série mais obscura do personagem, mostrando-o como um agente que luta contra criminosos, ao contrário das demais que o encarnam como um herói que luta contra monstros mutantes. No Brasil já foi exibida pela Cartoon Network em canal fechado e em canal aberto pelas emissoras: Rede Record, SBT, Rede Globo, Band, e recentemente Loading.

## História
Josh McGrath é um jovem apaixonado por esportes radicais que após a perda de seus pais foi adotado por Jefferson Smith, um velho amigo de seu pai que na verdade é o chefe da N-Tek, uma organização secreta e civil de agentes especiais. Tudo vai bem até Josh ser atacado por Psycho durante uma invasão sendo infectado por um experimento químico de nanomáquinas, e para que não morre-se acabou tendo seu DNA alterado para se ajustar as nanomáquinas ganhando habilidades sobre-humanas. Como resultado Josh se adere a identidade de Max Steel passando a se tornar um agente espião da N-Tek lutando contra Psycho e seu soberano Dread detendo-os em seus planos criminosos ao lado de Berto e outros agentes.

## Personagens
- Josh McGrath/Max Steel - Filho adotivo de Jefferson e um dos melhores agentes da N-Tek. Perdeu seus pais quando tinha 19 anos e tinha uma vida normal até ter seu DNA alterado virando um super agente. É mostrado nesta série que Max ainda era loiro antes de sofrer mudanças ficando com o cabelo castanho. É um agente cheio de energia e adora emoções e adrenalina tanto que até exagera nas suas missões muitas vezes as vendo como um desafio. Ele tem a capacidade de aumentar sua força através de uma habilidade chamada "modo turbo".
- Pai de Max (Big Jim McGrath)
- Berto (Dr. Roberto Martinez)
- Kat Ryan
- Rachel Leeds
- Laura Chen e Pete Costas
- Jefferson Smith
- Jean Mairot
- Charles Marshack
- Jake Nez
- Coiete (um falcão ciborgue)
- Dra. James
- Sr. Irons
- Jet Irons

## Vilões
- John Dread
- Psycho e seus andróides (psychodroids)
- L'étranger
- Bio-Con
- Dragonelle
- Vitríol
- Woody e Annabelle Barkowski
- Warren Hunter
- Iago
- Dr. Grigor Rendel
- Elementor
- Extroyer
- Toxzon
- Makino

## Dublagem
dublagem brasileira foi realizada no estúdio Álamo, de São Paulo

### Série (1ª, 2ª e 3ª temporada)
| Personagem               | Dublador                        | Outras Dublagens                                                        |
| ------------------------ | ------------------------------- | ----------------------------------------------------------------------- |
| Max Steel                | Mauro Eduardo                   | InuYasha em InuYasha                                                    |
| Roberto "Berto" Martinez | Ulisses Bezerra e Fábio Lucindo | Shun de Andrômeda em Os Cavaleiros do Zodíaco Ichigo Kurosaki em Bleach |
| Kat Ryan                 | Silvia Suzy                     | Yukio em Marvel Anime: Wolverine                                        |